# Mahmud I
Mahmud I Kanbur (1696 – 1754) là vị vua thứ 25 của Đế quốc Ottoman (1730-1754).

## Tiểu sử
Mahmud ra đời ngày 2 tháng 8 năm 1696, ở Istanbul. Là con của Mustafa II (1695-1703) và Saliha Sultana. Ông sống trong sự yêu thương của bà nội, Gulnush Sultana. Mặc dù từ bé chỉ sống trong cấm cung; ông thông minh và khoẻ mạnh. Ông đã học nhiều gia sư. Ông giỏi về lịch sử, viết văn và thơ phú. Ông cũng học âm nhạc.

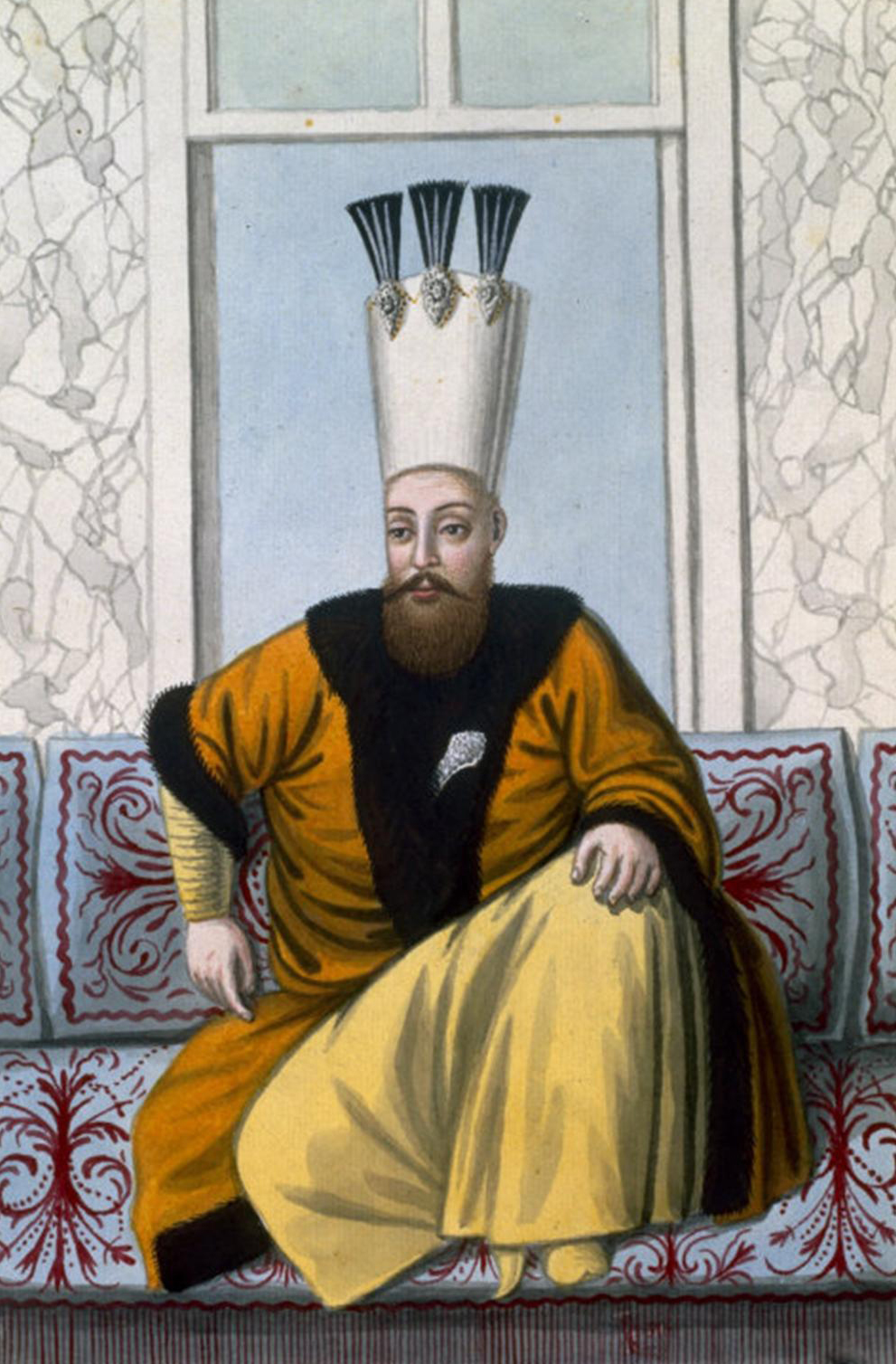
Mahmud I được mô tả trong cuốn sách của John Young (xb 1815).

Ngày 1 tháng 11 năm 1730, Sultan Mahmud I đăng quang ở độ tuổi 35. Ông bổ nhiệm cho những quý tộc cùng tuổi ông. Ông là một người tốt, có lòng tự trọng, nhân từ và kiên trì và là một hoàng đế thương dân. Triều đại ông cho thấy các cuộc chiến tranh với Nga, Áo và Ba Tư. Vào hai năm cuối triều đại Mahmud I, ông lâm bệnh nặng. Ngày 13 tháng 12 năm 1754 ông qua đời ở tuổi 59. Ông được chôn cất ở ngôi mộ của vua cha Mustafa II ở Thánh đường Hồi giáo Yeni.

## Gia quyến
- Cha: Mustafa II
- Mẹ: Saliha Sultana
- Vợ:
  - Hace Al-cenab–Vợ cả
  - Hace Ayse Kadin
  - Hace Verd-i Naz
  - Hatice Rami
  - Hatem
  - Raziye Kadin